# Carex muliensis
Espèce
Classification phylogénétique
Carex muliensis est une espèce des plantes du genre Carex et de la famille des Cyperaceae.